# Outarville
Outarville és un municipi francès, situat al departament del Loiret i a la regió de Centre – Vall del Loira. L'any 2007 tenia 1.446 habitants.

## Demografia

### Població
El 2007 la població de fet d'Outarville era de 1.446 persones. Hi havia 511 famílies, de les quals 115 eren unipersonals (63 homes vivint sols i 52 dones vivint soles), 174 parelles sense fills, 190 parelles amb fills i 32 famílies monoparentals amb fills.
La població ha evolucionat segons el següent gràfic:
Habitants censats

### Habitatges
El 2007 hi havia 611 habitatges, 525 eren l'habitatge principal de la família, 53 eren segones residències i 33 estaven desocupats. 566 eren cases i 44 eren apartaments. Dels 525 habitatges principals, 381 estaven ocupats pels seus propietaris, 130 estaven llogats i ocupats pels llogaters i 15 estaven cedits a títol gratuït; 5 tenien una cambra, 26 en tenien dues, 87 en tenien tres, 147 en tenien quatre i 261 en tenien cinc o més. 420 habitatges disposaven pel capbaix d'una plaça de pàrquing. A 244 habitatges hi havia un automòbil i a 240 n'hi havia dos o més.

### Piràmide de població
La piràmide de població per edats i sexe el 2009 era:
| Homes | Edats   | Dones |
| ----- | ------- | ----- |
| 0     | 95 o +  | 12    |
| 12    | 90 a 94 | 16    |
| 12    | 85 a 89 | 32    |
| 12    | 80 a 84 | 16    |
| 28    | 75 a 79 | 32    |
| 20    | 70 a 74 | 28    |
| 32    | 65 a 69 | 52    |
| 40    | 60 a 64 | 20    |
| 28    | 55 a 59 | 32    |
| 60    | 50 a 54 | 32    |
| 60    | 45 a 49 | 68    |
| 32    | 40 a 44 | 36    |
| 48    | 35 a 39 | 52    |
| 36    | 30 a 34 | 44    |
| 60    | 25 a 29 | 36    |
| 36    | 20 a 24 | 16    |
| 68    | 15 a 19 | 52    |
| 52    | 10 a 14 | 60    |
| 52    | 5 a 9   | 56    |
| 40    | 0 a 4   | 40    |

## Economia
El 2007 la població en edat de treballar era de 877 persones, 641 eren actives i 236 eren inactives. De les 641 persones actives 566 estaven ocupades (324 homes i 242 dones) i 75 estaven aturades (32 homes i 43 dones). De les 236 persones inactives 71 estaven jubilades, 85 estaven estudiant i 80 estaven classificades com a «altres inactius».

### Ingressos
El 2009 a Outarville hi havia 529 unitats fiscals que integraven 1.358 persones, la mediana anual d'ingressos fiscals per persona era de 18.419 €.

### Activitats econòmiques
Dels 51 establiments que hi havia el 2007, 3 eren d'empreses alimentàries, 1 d'una empresa de fabricació de material elèctric, 2 d'empreses de fabricació d'altres productes industrials, 7 d'empreses de construcció, 6 d'empreses de comerç i reparació d'automòbils, 4 d'empreses de transport, 3 d'empreses d'hostatgeria i restauració, 2 d'empreses financeres, 1 d'una empresa immobiliària, 10 d'empreses de serveis, 11 d'entitats de l'administració pública i 1 d'una empresa classificada com a «altres activitats de serveis».
Dels 15 establiments de servei als particulars que hi havia el 2009, 1 era una oficina d'administració d'Hisenda pública, 1 gendarmeria, 1 oficina de correu, 1 una oficina bancària, 1 taller de reparació d'automòbils i de material agrícola, 3 paletes, 1 fusteria, 2 lampisteries, 2 perruqueries i 2 restaurants.
Dels 3 establiments comercials que hi havia el 2009, 1 era una botiga de menys de 120 m² i 2 carnisseries.
L'any 2000 a Outarville hi havia 45 explotacions agrícoles que ocupaven un total de 4.290 hectàrees.

## Equipaments sanitaris i escolars
El 2009 hi havia 1 farmàcia i 2 ambulàncies.
El 2009 hi havia 1 escola maternal i 1 escola elemental.

## Poblacions més properes
El següent diagrama mostra les poblacions més properes.